# Beatriz Mesquita
Beatriz Mesquita, também conhecida como Bia Mesquita, é uma competidora brasileira de Jiu-jitsu brasileiro (BJJ) com um dos mais impressionantes históricos competitivos no Gi e No-Gi, tendo conquistado 24 títulos na faixa-preta nos quatro principais campeonatos de Gi. Com 10 medalhas de ouro até o Mundial de 2021, ela detém o recorde de maior número de títulos no Campeonato Mundial de Jiu-Jitsu da IBJJF na faixa-preta e é integrante do Hall da Fama IBJJF.

## Carreira no grappling

### Início da carreira
Beatriz de Oliveira Mesquita começou a treinar Jiu-jitsu brasileiro aos cinco anos, em 1996. Além do jiu-jitsu, também praticou judô, luta livre e natação. Aos 10 anos, já havia vencido o Campeonato Brasileiro Juvenil, três campeonatos estaduais e diversos outros torneios importantes. Foi então enviada para treinar com a lenda do BJJ Leticia Ribeiro, em Tijuca, Rio de Janeiro. Aos 15 anos, competiu em luta livre olímpica, conquistando um título estadual juvenil antes de se dedicar exclusivamente ao jiu-jitsu. Em junho de 2009, recebeu a faixa-marrom da professora Leticia Ribeiro, diretamente no pódio do Campeonato Mundial de Jiu-Jitsu. Em março de 2011, também pela professora Ribeiro, foi promovida à faixa-preta.

### Carreira na faixa-preta
Em 2017, derrotou a lutadora do UFC e bicampeã mundial de jiu-jitsu na faixa-preta Mackenzie Dern em 64 segundos, no primeiro encontro competitivo entre elas, no torneio Rio Falls Jiu-Jitsu. Em junho de 2018, Mesquita conquistou o título de campeã peso-galo feminino do Eddie Bravo Invitational (EBI), finalizando Luana Alzuguir [en] na semifinal e Bianca Basílio na final. Em 12 de dezembro de 2021, venceu seu décimo título mundial no Campeonato Mundial de Jiu-Jitsu de 2021, superando  Margot Ciccarelli na semifinal e Luiza Monteiro na final. No Campeonato Mundial da ADCC de 2022, Mesquita venceu Mayssa Bastos por pontos, mas perdeu para Ffion Davies nas semifinais. Conquistou o bronze ao finalizar Bianca Basilio.
Mesquita enfrentou Jennifer Maia no evento principal do ADXC 3, em 2 de março de 2024. Ela venceu a luta por finalização.
Mesquita foi convidada para competir na divisão até 65 kg do Campeonato Mundial da ADCC de 2024. Finalizou Sula-Mae Lowenthal na rodada inicial, perdeu por decisão para Ana Carolina Vieira, e venceu Brianna Ste-Marie [en] por decisão na disputa pelo terceiro lugar, conquistando a medalha de bronze. Na divisão absoluto feminino, finalizou Kendall Reusing [en], venceu Amy Campo [en] por decisão, mas perdeu para Adele Fornarino [en] na final, ficando com a medalha de prata.

## Carreira no MMA
Em 7 de abril de 2023, Mesquita anunciou que assinou com a First Round Management para estrear no MMA. Em 30 de setembro de 2023, informou que treinaria na American Top Team.
Mesquita estreou profissionalmente no MMA contra Jorgina Ramos no Spaten Fight Night, em 15 de junho de 2024. Venceu por finalização no primeiro round.
Enfrentou Shannel Butler no LFA 194, em 18 de outubro de 2024. Venceu por finalização no primeiro round.
Enfrentou Fernanda Araujo no LFA 198, em 7 de dezembro de 2024. Venceu por finalização no segundo round.
Enfrentou Hope Chase no LFA 203, em 6 de março de 2025. Venceu por desqualificação no segundo round.

## Resumo competitivo no Jiu-Jitsu Brasileiro
Principais campeonatos com kimono:
- 10× Campeã do  Mundial IBJJF
- 7× Campeã do Pan-Americano IBJJF
- 4× Campeã do Campeonato Europeu de Jiu-Jitsu IBJJF
- 3× Campeã do Campeonato Brasileiro de Jiu-Jitsu

Principais campeonatos No-Gi:
- 5× Campeã do Campeonato Mundial de Jiu-Jitsu  No-Gi  IBJJF
- 7× Campeã do Campeonato Brasileiro No-Gi de Jiu-Jitsu

Luta de submissão:
- Medalha de bronze no Campeonato Mundial de Submission da ADCC de 2022, categoria 60 kg.[14]
- Medalha de ouro no Campeonato Mundial de Submission da ADCC de 2017, categoria 60 kg.[5]

## Vida pessoal
Em janeiro de 2021, Mesquita anunciou seu noivado com o também competidor de jiu-jitsu Patrick Gaudio, após ele pedi-la em casamento.

## Linhagem de instrutores
Royler Gracie → Vini Aieta → Leticia Ribeiro → Beatriz Mesquita

## Mixed martial arts record
| Cartel no MMA       |            |           |
| 4 lutas             | 4 vitórias | 0 derrota |
| Por finalização     | 3          | 0         |
| Por desqualificação | 1          | 0         |

| Res.    | Cartel | Oponente        | Método                                     | Evento                                 | Data                  | Round | Tempo | Local                                    | Notas                          |
| ------- | ------ | --------------- | ------------------------------------------ | -------------------------------------- | --------------------- | ----- | ----- | ---------------------------------------- | ------------------------------ |
| Vitória | 4–0    | Hope Chase      | Desclassificação (chute ilegal ascendente) | LFA 203 [en]                           | 6 de março de 2025    | 2     | 2:20  | Las Vegas, Nevada, Estados Unidos        |                                |
| Vitória | 3–0    | Fernanda Araujo | Finalização (mata-leão)                    | LFA 198 [en]                           | 6 de dezembro de 2024 | 2     | 4:21  | Commerce (Califórnia), Estados Unidos    |                                |
| Vitória | 2–0    | Shannel Butler  | Finalização (mata-leão)                    | LFA 194 [en]                           | 18 de outubro de 2024 | 1     | 3:24  | Niagara Falls, Nova York, Estados Unidos |                                |
| Vitória | 1–0    | Jorgina Ramos   | Finalização (mata-leão)                    | Spaten Fight Night: Silva vs. Sonnen 3 | 15 de junho de 2024   | 1     | 2:31  | São Paulo, Brasil                        | Estreia na categoria peso-galo |